# Матеуш Моравјецки
Матеуш Јакуб Моравјецки (рођен 20. јуна 1968) је пољски економиста, историчар и политичар. Раније је био премијер Пољске од 2017. до 2023, у кабинету премијерке Беате Шидло као потпредседник Владе у периоду од 2015. до 2017, министар финансија од 2016. до 2018. и министар за развој између 2015. и 2018. године. Пре свог политичког ангажовања, Моравјецки је имао успешну пословну каријеру.
Рођен је у Вроцлаву. Моравјецки се у младости снажно ангажовао у антикомунистичким покретима. Похађао је универзитет у Вроцлаву, а школовање је наставио на универзитетима у Хамбургу и Базелу. Дипломирао је уметност, пословну администрацију и напредне студије. Од 1996. до 2004. године, Моравјецки је предавао на Економском универзитету у Вроцлаву, а од 1996. до 1998. године на Вроцлавском универзитету наука и технологија. Од новембра 1998. Моравјецки је радио за Bank Zachodni WBK из групе Сантандер, где је био и на месту извршног директора и на крају председавајућег.
Дана 11. децембра 2017. Моравјецки је именован за премијера Пољске (председник Владе) од стране главног штаба владајуће странке Право и правда .

## Детињство, младост и образовање
Матеуш Моравјецки је рођен 20. јуна 1968. у Вроцлаву на југозападу Пољске, од оца Корнела Моравјецког, физичара и вође борбе против солидарности, и мајке Јадвиге. Моравјецки је немачког порекла. The Times of Israel је такође у 2017. известио да Моравјецки има "јеврејске корене", али та тврдња није потврђена.
Моравјецки је био активан у пољском антикомунистичком покрету од своје 12. године  када је помагао у копирању политичке литературе из подземља. Августа 1980. излепио је улице Вроцлава плакатима у којима ја позивао на генерални штрајк. Након што је 1981. проглашено ванредно стање, штампао је и дистрибуирао подземне часописе „ Солидарност “. У интервјуу је рекао да је бацао Молотовљеве коктеле на полицијске аутомобиле, а често га је задржавала и тукла пољска тајна полиција (Służba Bezpieczeństwa, СБ). Осамдесетих је уређивао илегалне политичке новине Билтен Доње Шлезије и био је активан у Независном удружењу студената. Наставио је да учествује у политичким демонстрацијама све до касних 80-их и учествовао је у окупационим штрајковима на Универзитету у Вроцлаву 1988. и 1989. Суорганизирао је Клуб за политичку мисао "Слободно и солидарно".
Моравјецки је студент Универзитета у Вроцлаву (историја, 1992), Вроцлавског универзитета наука и технологија (1993), Економског универзитета у Вроцлаву (пословна администрација, 1995), Универзитета у Хамбургу (европско право и економске интеграције, 1995–97), и Универзитета у Базелу (европске студије, 1995–97). Док је био на технолошком универзитету у Вроцлаву, студирао је и у иностранству на Државном универзитету Централног Конектиката и завршио је напредни извршни програм на Келог Школи за менаџмент Северозападног универзитета.

## Пословна каријера
Године 1991. Моравјецки је започео рад у компанији Cogito и створио је две издавачке фирме, Reverentia и Enter Marketing-Publishing. Исте године је био суоснивач часописа Dwa Dni (Два дана), чији је касније постао главни уредник.
Године 1995. завршио је приправнички стаж у Савезној банци Немачке на кредитним анализама, финансијском реструктурирању, банкарској супервизији и надзору финансијског тржишта. У периоду 1996–97. спровео је банкарска и макроекономска истраживања на Универзитету у Франкфурту . Као заменик директора Одељења за преговоре о приступању 1998. године у Одбору за европске интеграције надгледао је и суделовао у бројним областима, укључујући финансије, у преговорима о приступању Пољске Европској унији.
Са Франком Емертом је ко-аутор првог уџбеника о законима Европске уније, објављеног у Пољској.
Од 1996. до 2004. године Моравјецки је предавао на Економском универзитету у Вроцлаву, а од 1996. до 1998. такође на Техничком универзитету у Вроцлаву. Био је члан у политичким одборима на многим високошколским установама. Од 1998. до 2001. био је члан надзорних одбора компанија Wałbrzych Power Company, Dialog (локални провајдер телефонских услуга) и Агенције за индустријски развој. Од 1998. до 2002. био је члан Регионалне скупштине Доње Шлезије .

## Политичка каријера
Дана 16. новембра 2015. године, председник Анджеј Дуда именовао је Матеуша Моравјецког за потпредседника Владе и министра за развој у кабинету на чијем је челу била премијерка Беата Шидло. (То се догодило убрзо након што је отац Матеуша Моравјецког, Корнел Моравјецки, изабран у доњи дом пољског парламента  а странка Право и правда победила на парламентарним изборима 2015. године.)
У марту 2016. године, Матеуш Моравјецки је објавио да се придружио странци Право и правда.
Дана 28. септембра 2016. године, поред осталих позиција, Моравјецки је постављен за министра финансија, постао је други најмоћнији члан владе који надгледа буџет, државне финансије, фондове Европске уније и свеукупну економску политику.
Као министар финансија, Моравјецки је зацртао амбициозан "План одговорног развоја", колоквијално познат као "План Моравјецког", чији је циљ био подстицање економског раста и повећање прихода за великодушне владине планове, укључујући дечје додатке за породице са двоје или више деце. У марту 2017. учествовао је на састанку министара финансија Г20 у Баден-Бадену. Тада је постао први представник Пољске на том самиту.

## Председник Владе Пољске
У децембру 2017. године Јарослав Качињски, председник странке Право и правда, изјавио је да више нема поверења у Беату Шидло за премијерског кандидата те странке, делом и због перципираног сукоба између ње и осталих лидера Европске уније. Шидло је без порицања поднела оставку на свој полошај, а Моравјецки је брзо добио одобрење унутар странке да буде номинован за њеног наследника. Он је 11. децембра положио заклетву као пољски премијер, а одмах потом је именовао Беату Шидло за свог заменика. У свом првом већем обраћању Сејму обећао је "континуитет", а не радикалне промене.
У јануару 2018, након јавног расистичког инцидента у Варшави, Моравјецки је изјавио: "У Пољској нема места за расизам. Напад на девојчицу због њене боје коже заслужује најоштрије осуде. Учинићемо све да Пољска буде сигурна за све." 
Почетком 2018. године оба дома пољског парламента (Сејм и Сенат) усвојили су амандмане на Закон о Институту за национално сећање, који криминализује приписивање Пољацима колективног саучесништва у Другом светском рату у вези са јеврејским геноцидом или другим ратним злочинима или злочинима против човечности које су починиле Силе Осовине, и осуђује употребу израза "пољски логор смрти". Закон је изазвао кризу у односима Израела и Пољске.
На Минхенској безбедносној конференцији 17. фебруара исте године, Моравјецки је рекао да "неће бити кривично рећи да је било пољских починилаца, као што је било и јеврејских починилаца, као што је било и руских починилаца, као што је било и украјинских починилаца, а не само немачки починиоци."  Његова примедба изазвала је контроверзу и изазвала критике истакнутих израелских политичара, укључујући израелског премијера Бенјамина Нетанјахуа  и израелског председника Ривлина Реувена. Криза је решена крајем јуна исте године када су пољски и израелски премијер објавили заједничко саопштење којим су подржали истраживање јеврејског холокауста и осудили израз „пољски концентрациони логори“.
У марту 2018. ступио је на снагу нови пољски закон који је забранио готово сваку трговину недељом, при чему су супермаркети и већина других малопродајних ланаца  затворили своја врата недељом, први пут од када су деведесетих година донети либерални закони о куповини. Закон је усвојила странка Право и правда уз подршку Моравјецког.
Као и други челници Вишеградске групе, Моравјецки се противи било којој обавезној дугорочној квоти ЕУ о редистрибуцији миграната. У мају 2018. године Моравјецки је рекао: "Предлози Европске уније који нам намећу квоте погодили су саме темеље националног суверенитета." 
У јулу 2018. Моравјецки је рекао да се "неће одмарати" док не буде објашњена "цела истина" масакра из Другог светског рата у Волинији и Источној Галицији. Између 1942. и 1945, припадници Украјинске побуњеничке војске (УПА) убили су до 100 000 цивила у данашњој западној Украјини.
Што се тиче Брегзита, Моравјецки је у интервјуу BBC-ју јануара 2019. рекао да се све више и више Пољака враћа идејама из Велике Британије и надао се да ће овај тренд наставити да јача пољску економију.
У јануару 2019. године Моравјецки је рекао да се " Хитлерова Немачка хранила фашистичком идеологијом. . . Али свео зло је дошло из ове (немачке) државе и то не можемо заборавити, јер у противном зло релативизујемо." 

## Остале позиције
- Бивши члан по службеној дужности, Борда гувернера, Азијска инвестициона банка за инфраструктуру (АИИБ) [38]
- Бивши члан по службеној дужности, Борд гувернера, Међународни монетарни фонд (ММФ) [39]

## Почасти
Године 2008. Моравјецки је постављен за почасног конзула Ирске у Пољској. Године 2013. награђен је Крстом слободе и солидарности. Године 2015. постао је добитник витешког крста Ордена Полонија Реститута. Године 2019. на годишњем економском форуму у Криници награђен је титулом Човек године . Такође је примио друга признања од привредних клубова, универзитета, издавачких кућа и културних институција.

## Лични живот
Моравјецки је ожењен Ивоном Моравјецком, са којом има четворо деце: две кћери (Олга и Магдалена) и два сина (Јеремијаш и Игњаци).
Две његове тетке су се удале за јеврејске мушкарце и преобратили се у јудаизам . Праведни међу народима спасао је једну његову тетку за време јеврејског холокауста.